# Электронвольт
Электро̀нво́льт (электрон-вольт, редко электроновольт; русское обозначение: эВ, международное: eV) — внесистемная единица энергии, используемая в атомной и ядерной физике, в физике элементарных частиц и в близких и родственных областях науки (биофизике, физической химии, астрофизике и т. п.).
В Российской Федерации электронвольт допущен к использованию в качестве внесистемной единицы без ограничения срока с областью применения «физика».

## Определение
Один электронвольт равен энергии, необходимой для переноса элементарного заряда в электростатическом поле между точками с разницей потенциалов в 1 В. Так как работа при переносе заряда q равна qU (где U — разность потенциалов), а элементарный заряд составляет 1,602 176 634⋅10−19 Кл (точно), то
1 эВ = 1,602 176 634⋅10−19 Дж (точно) = 1,602 176 634⋅10−12 эрг (точно).

## Основные сведения
В физике элементарных частиц в электронвольтах обычно выражается не только энергия Е, но и масса m элементарных частиц. Основанием для этого служит тот факт, что в силу эквивалентности массы и энергии выполняется соотношение m = E0/c2, где c — скорость света, E0 — энергия покоящейся частицы. Поскольку c — фундаментальная постоянная, равная 299 792 458 м/с (точно), не изменяющаяся ни при каких условиях, то указание в качестве характеристики массы частицы её энергии покоя, выраженной в электронвольтах, однозначно определяет значение массы в любых традиционных единицах и к недоразумениям не приводит. В единицах массы 1 эВ = 1,782 661 921...⋅10−36 кг (точно), и напротив, 1 кг = 5,609 588 603...⋅1035 эВ (точно). Атомная единица массы близка по значению к 1 ГэВ (с погрешностью около 7 %): 1 а. е. м. = 931,494 102 42(28) МэВ, и напротив, 1 ГэВ = 1,073 544 102 33(32) а. е. м.. Импульс элементарной частицы также может быть выражен в электронвольтах (строго говоря, в эВ/c).
Электронвольт по сравнению с энергиями, характерными для большинства ядерных процессов, — маленькая величина, в этой области физики обычно применяются кратные единицы:
- килоэлектронвольт (кэВ) — 1000 эВ,
- мегаэлектронвольт (МэВ) — 1 млн электронвольт,
- гигаэлектронвольт (ГэВ) — 1 млрд электронвольт,
- тераэлектронвольт (ТэВ) — 1 трлн электронвольт.

Последнее поколение ускорителей элементарных частиц позволяет достичь нескольких триллионов электронвольт (тераэлектронвольт, ТэВ). Один ТэВ приблизительно равен (кинетической) энергии летящего комара или энергии, выделяющейся при падении маленькой капли воды диаметром в 1 мм (массой ок. 0,5 мг) с высоты 3 см.
Температура, которая является мерой средней кинетической энергии частиц, тоже иногда выражается в электронвольтах, исходя из соотношения температуры и энергии частиц в одноатомном идеальном газе Eкин = 3⁄2kТ. В температурных единицах 1 эВ соответствует 11 604,518 12... кельвин (точно) (см. постоянная Больцмана).

Зависимость энергии фотона от длины волны

В электронвольтах выражают энергию квантов электромагнитного излучения (фотонов). Энергия фотонов с частотой ν в электронвольтах численно равна hν/EэВ, а излучения с длиной волны λ — hc/(λEэВ), где h — постоянная Планка, а EэВ — энергия, равная одному электронвольту, выраженная в единицах той же системы единиц, что и использованная для выражения h, ν и λ. Так как для ультрарелятивистских частиц, в том числе фотонов, λE = hc, то при вычислении энергии фотонов с известной длиной волны (и наоборот) часто полезен коэффициент пересчёта, представляющий собой выраженное в эВ·нм произведение постоянной Планка и скорости света:
hc = 1239,841 984… эВ·нм (точно) ≈ 1240 эВ·нм.
Так, фотон с длиной волны 1 нм имеет энергию 1240 эВ; фотон с энергией 10 эВ имеет длину волны 124 нм и т. д.
В электронвольтах измеряется также работа выхода при внешнем фотоэффекте — минимальная энергия, необходимая для удаления электрона из вещества под действием света.
В химии часто используется молярный эквивалент электронвольта. Если один моль электронов или однозарядных ионов перенесён между точками с разностью потенциалов 1 В, он приобретает (или теряет) энергию Q = 96 485,332 12... Дж (точно), равную произведению 1 эВ на число Авогадро. Эта величина, выраженная в джоулях, численно равна постоянной Фарадея (модулю заряда 1 моля электронов), выраженной в кулонах. Аналогично, если при химической реакции в одном моле вещества выделяется (или поглощается) энергия 96,485 кДж, то соответственно каждая молекула теряет (или получает) около 1 эВ.
В электронвольтах измеряется также ширина распада Γ элементарных частиц и других квантовомеханических состояний, например ядерных энергетических уровней. Ширина распада — это неопределённость энергии состояния, связанная с временем жизни состояния τ соотношением неопределённостей: Γ = ħ/τ). Частица с шириной распада 1 эВ имеет время жизни 6,582 119 569...⋅10−16 с (точно). Аналогично квантовомеханическое состояние с временем жизни 1 с имеет ширину 6,582 119 569...⋅10−16 эВ (точно).
Одним из первых термин «электронвольт» применил американский физик и инженер Карл Дарроу в 1923 году.

## Кратные и дольные единицы
В ядерной физике и физике высоких энергий обычно используются кратные единицы: килоэлектронвольты (кэВ, keV, 103 эВ), мегаэлектронвольты (МэВ, MeV, 106 эВ), гигаэлектронвольты (ГэВ, GeV, 109 эВ) и тераэлектронвольты (ТэВ, TeV, 1012 эВ). В физике космических лучей, кроме того, используются петаэлектронвольты (ПэВ, PeV, 1015 эВ) и эксаэлектронвольты (ЭэВ, EeV, 1018 эВ). В зонной теории твёрдого тела, физике полупроводников и физике нейтрино — дольные единицы: миллиэлектронвольты (мэВ, meV, 10−3 эВ).
| Кратные                                               | Кратные             | Кратные     | Кратные     | Дольные  | Дольные             | Дольные     | Дольные     |
| величина                                              | название            | обозначение | обозначение | величина | название            | обозначение | обозначение |
| ----------------------------------------------------- | ------------------- | ----------- | ----------- | -------- | ------------------- | ----------- | ----------- |
| 101 эВ                                                | декаэлектронвольт   | даэВ        | daeV        | 10−1 эВ  | дециэлектронвольт   | дэВ         | deV         |
| 102 эВ                                                | гектоэлектронвольт  | гэВ         | heV         | 10−2 эВ  | сантиэлектронвольт  | сэВ         | ceV         |
| 103 эВ                                                | килоэлектронвольт   | кэВ         | keV         | 10−3 эВ  | миллиэлектронвольт  | мэВ         | meV         |
| 106 эВ                                                | мегаэлектронвольт   | МэВ         | MeV         | 10−6 эВ  | микроэлектронвольт  | мкэВ        | µeV         |
| 109 эВ                                                | гигаэлектронвольт   | ГэВ         | GeV         | 10−9 эВ  | наноэлектронвольт   | нэВ         | neV         |
| 1012 эВ                                               | тераэлектронвольт   | ТэВ         | TeV         | 10−12 эВ | пикоэлектронвольт   | пэВ         | peV         |
| 1015 эВ                                               | петаэлектронвольт   | ПэВ         | PeV         | 10−15 эВ | фемтоэлектронвольт  | фэВ         | feV         |
| 1018 эВ                                               | эксаэлектронвольт   | ЭэВ         | EeV         | 10−18 эВ | аттоэлектронвольт   | аэВ         | aeV         |
| 1021 эВ                                               | зеттаэлектронвольт  | ЗэВ         | ZeV         | 10−21 эВ | зептоэлектронвольт  | зэВ         | zeV         |
| 1024 эВ                                               | йоттаэлектронвольт  | ИэВ         | YeV         | 10−24 эВ | иоктоэлектронвольт  | иэВ         | yeV         |
| 1027 эВ                                               | роннаэлектронвольт  | РнэВ        | ReV         | 10−27 эВ | ронтоэлектронвольт  | рнэВ        | reV         |
| 1030 эВ                                               | кветтаэлектронвольт | КвэВ        | QeV         | 10−30 эВ | квектоэлектронвольт | квэВ        | qeV         |
| рекомендовано к применению применять не рекомендуется |                     |             |             |          |                     |             |             |

## Некоторые значения энергий и масс в электронвольтах
| Энергия фотона с длиной волны 21,1061 см (радиолиния нейтрального атомарного водорода)      | 5,87433 мкэВ                            |
| Энергия фотона с частотой 1 ТГц                                                             | 4,13 мэВ                                |
| Тепловая энергия поступательного движения одной молекулы при комнатной температуре          | ≈0,025 эВ                               |
| Энергия фотона с длиной волны 1240 нм (ближняя инфракрасная область оптического спектра)    | 1,0 эВ                                  |
| Энергия фотона с длиной волны 500 нм (граница зелёного и голубого цветов в видимом спектре) | ≈2,5 эВ                                 |
| Энергия образования одной молекулы воды из водорода и кислорода                             | 3,0 эВ                                  |
| Постоянная Ридберга (почти равна энергии ионизации атома водорода)                          | 13,605 693 122 994(26) эВ               |
| Энергия электрона в кинескопе телевизора                                                    | Порядка 20 кэВ                          |
| Энергии космических лучей                                                                   | 1 МэВ — 1⋅1021 эВ                       |
| Типичная энергия частиц — продуктов ядерного распада                                        |                                         |
| альфа-частицы                                                                               | 2—10 МэВ                                |
| бета-частицы                                                                                | 0—6 МэВ                                 |
| гамма-кванты                                                                                | 0,01—5 МэВ                              |
| Массы частиц                                                                                |                                         |
| Нейтрино                                                                                    | Сумма масс всех трёх ароматов < 0,12 эВ |
| Электрон                                                                                    | 0,510 998 950 00(15) МэВ                |
| Протон                                                                                      | 938,272 088 16(29) МэВ                  |
| Бозон Хиггса                                                                                | 125,09 ± 0,24 ГэВ                       |
| t-кварк (самая тяжёлая из известных элементарных частиц)                                    | 173,315 ± 0,485 ± 1,23 ГэВ              |
| Планковская масса                                                                           |                                         |
| {\displaystyle M_{P}={\sqrt {\frac {\hbar c}{G}}}}                                          | 1,220 890(14)⋅1019 ГэВ                  |